# Igor Płotnicki
Igor Wieniediktowicz Płotnicki (ros. Игорь Венедиктович Плотницкий; ukr. Ігор Венедиктович Плотницький, Ihor Wenedyktowycz Płotnyćkyj; ur. 25 czerwca 1964 w Ługańsku lub w Kelmieńcach) – jeden z przywódców nieuznawanej Ługańskiej Republiki Ludowej, w latach 2014–2017 jej prezydent.

## Życiorys
W latach 1982–1991 odbywał służbę w Armii Radzieckiej w Penzie. Po rozpadzie Związku Radzieckiego powrócił do Ługańska i do 2002 roku pracował jako menedżer w przedsiębiorstwach handlowych. Od 2004 roku podjął pracę w obwodowej inspekcji ds. obrony praw konsumentów.
Od początku konfliktu na wschodniej Ukrainie brał aktywny udział w działalności samozwańczej Ługańskiej Republiki Ludowej. W kwietniu 2014 został dowódcą Batalionu „Zoria”, a już 21 maja 2014 został powołany na stanowisko ministra obrony ŁRL. Gdy 14 sierpnia 2014 poprzedni wykonujący obowiązki przewodniczącego ŁRL Walerij Bołotow ogłosił swoją dymisję, na swojego następcę wskazał Igora Płotnickiego. Od 20 sierpnia 2014 Płotnicki zajmuje również stanowisko premiera samozwańczej ŁRL.
Igor Płotnicki brał udział w przygotowaniach i rozmowach pomocniczych dotyczących podpisania memorandów mińskich z 5 września 2014 i 12 lutego 2015 dotyczących rozwiązania konfliktu na wschodniej Ukrainie.
13 marca 2015 został objęty sankcjami Unii Europejskiej jako osoba wspierająca działania podważające integralność terytorialną, suwerenność i niezależność Ukrainy. Odnośnie do jego osoby własne ograniczenia wjazdu i możliwości działań na ich terytoriach wprowadziły też Stany Zjednoczone, Kanada, Australia, Szwajcaria i Norwegia.
30 października 2014 został oskarżony przez prokuraturę Ukrainy o porwanie ukraińskiej wolontariuszki Nadii Sawczenko. Akt oskarżenia obejmuje zarzut porwania, działalności terrorystycznej i nielegalnego przewozu osób przez granice Ukrainy.
6 sierpnia 2016 przeprowadzono zamach bombowy, podkładając ładunek pod jego samochód, został wówczas ciężko ranny. W listopadzie 2017 roku Płotnicki zrezygnował z funkcji przewodniczącego ŁRL z „powodów zdrowotnych”, funkcję przywódcy Ługańskiej Republiki Ludowej przejął Leonid Pasiecznik.